# Cosmopelma decoratum
Cosmopelma decoratum is een spinnensoort uit de familie Barychelidae. De soort komt voor in Brazilië.